# Kickenau
Die Kickenau ist eine Ortschaft in der Katastral- und Stadtgemeinde Perg im Bezirk Perg in Oberösterreich.

## Beschreibung
In der Ortschaft mit 18 Einwohnern (Stand laut Volkszählung 2001) bzw. 11 Einwohnern (Volkszählung 2011) befinden sich ein Bauernhof, eine Maschinenfabrik und mehrere Einfamilienhäuser. Seit 2016 wurde dort auch ein Altstoffsammelzentrum des Bezirksabfallverbandes Perg eröffnet. Im Josephinischen Lagebuch ist die Flur Burgrechtswiesen in der Kickenau mit insgesamt 189 Flurnamen angeführt. Nutzer der Fluren waren Familien aus dem Markt Perg, der Pfarre Pergkirchen, der Pfarre Mitterkirchen und der Pfarre Naarn.
Die Kickenau erstreckt sich am linken Ufer der Naarn in südöstlicher Richtung, beginnend südlich des Seyrparks und beim Askö-Sportplatz bis hin zu den im Süden angrenzenden Hauswiesen. Die Ortschaft befindet sich aus geologischer und geomorphologischer Sicht sowie unter Aspekten der Raumnutzung zur Gänze in der Raumeinheit oberösterreichischen Raumeinheiten Machland.
Im Osten grenzt die Kickenau an die Ortschaften Thurnhof und Auhof in der Katastralgemeinde Pergkirchen. Die westliche Abgrenzung bildet das Flussbett der Naarn, dessen Verlauf in diesem Bereich durch die Regulierungsmaßnahmen seit dem 18. Jahrhundert, zuletzt in den 1960er-Jahren verändert wurde. Anlässlich der Errichtung des Münzbacher Zubringers wurde östlich der Trasse zwischen Anbindung der Heustraße und Bauernhof Waldhör ein Freizeitareal mit zwei Fischteichen angelegt.
Im Herbst 2017 wurde das Erholungsgebiet Naarn-Kickenau nach einer Renaturierung durch den Wasserverband Machland als Naherholungsgebiet zur Nutzung freigegeben. Auf einer Flusslänge von etwa 350 Metern wurde die Naarn in ein naturnahes mäandrierendes Gerinne zurückgebaut. Der Grundbesitzer bietet auf einer Restfläche von einem Hektar eine Kleingartenanlage an, wo auf Grundstücken mit 230 bis 400 Quadratmetern Schrebergärten angemietet werden können. Die Errichtung von Gartenhütten mit 15, 30 und 48 Quadratmetern in der vorgegebenen Architektur und Bauweise ist zulässig.

## Verkehrswege und Brücken
Die ursprünglich nahezu ausschließlich landwirtschaftlich genutzten, nur geringfügig bewaldeten Flächen der Kickenau werden von der Ende des 19. Jahrhunderts errichteten Donauuferbahn (1898) und der Ende des 20. Jahrhunderts errichteten und am 28. August 1999 eröffneten Umfahrung der Stadt Perg durch die Donau Straße (B 3) in Ost-West-Richtung sowie von der Anfang des 21. Jahrhunderts errichteten und am 22. Juni 2003 (Teil 1) bzw. am 30. November 2008 (Teil 2) für den Verkehr freigegebene Ostumfahrung der Stadt Perg (Münzbacher Zubringer L 1432) in Nord-Süd-Richtung von stark frequentierten überregionalen Verkehrswegen durchschnitten. Die Überführung der Eisenbahnstrecke durch den Münzbacher Zubringer einschließlich des Kreuzungsbereichs mit der Heustraße bildet das mächtigste Bauwerk in der Kickenau.
Entlang des linken Naarnufers führt eine Begleitstraße beginnend von der Heubrücke in Richtung Südosten nach Mitterkirchen, die vom Münzbacher Zubringer über- und von der Donau Straße unterführt wird. Im Bereich des Bauernhofes Waldhör zweigt eine Verbindungsstraße Richtung Auhof (Gemeinde Perg) ab.
Das Firmenareal und die Wohnhäuser in der Kickenau werden vom Münzbacher Zubringer aus erschlossen. Die betreffende Straße führt weiter zum linken Naarnufer und begleitet die Naarn bis zur Heubrücke. Dabei überquert sie die Eisenbahnstrecke.
In Summe führen über die Naarn im Bereich der Kickenau 6 Brücken, die einerseits dem überregionalen Verkehr dienen und andererseits die Kickenau mit dem Stadtgebiet von Perg verbinden:
1. Fußgängersteg. Verbindung Petschlweg ↔ linksufrige Naarnbegleitstraße und dortiges Seyr-Spielplatzgebiet.
2. Eisenbahnbrücke der Donauuferbahn.
3. Heubrücke. Verbindung Heustraße ↔ linksufrige Naarnbegleitstraße und dortiges Naherholungsgebiet.
4. Strassenbrücke im Laufe der Landesstraße 1432 (Münzbacher Zubringer).
5. Strassenbrücke im Laufe der Bundesstraße 3 (Donau Straße).
6. Hauswiesenbrücke. Verbindung Kläranlage und Kompostplatz ↔ linksufrige Naarnbegleitstraße.

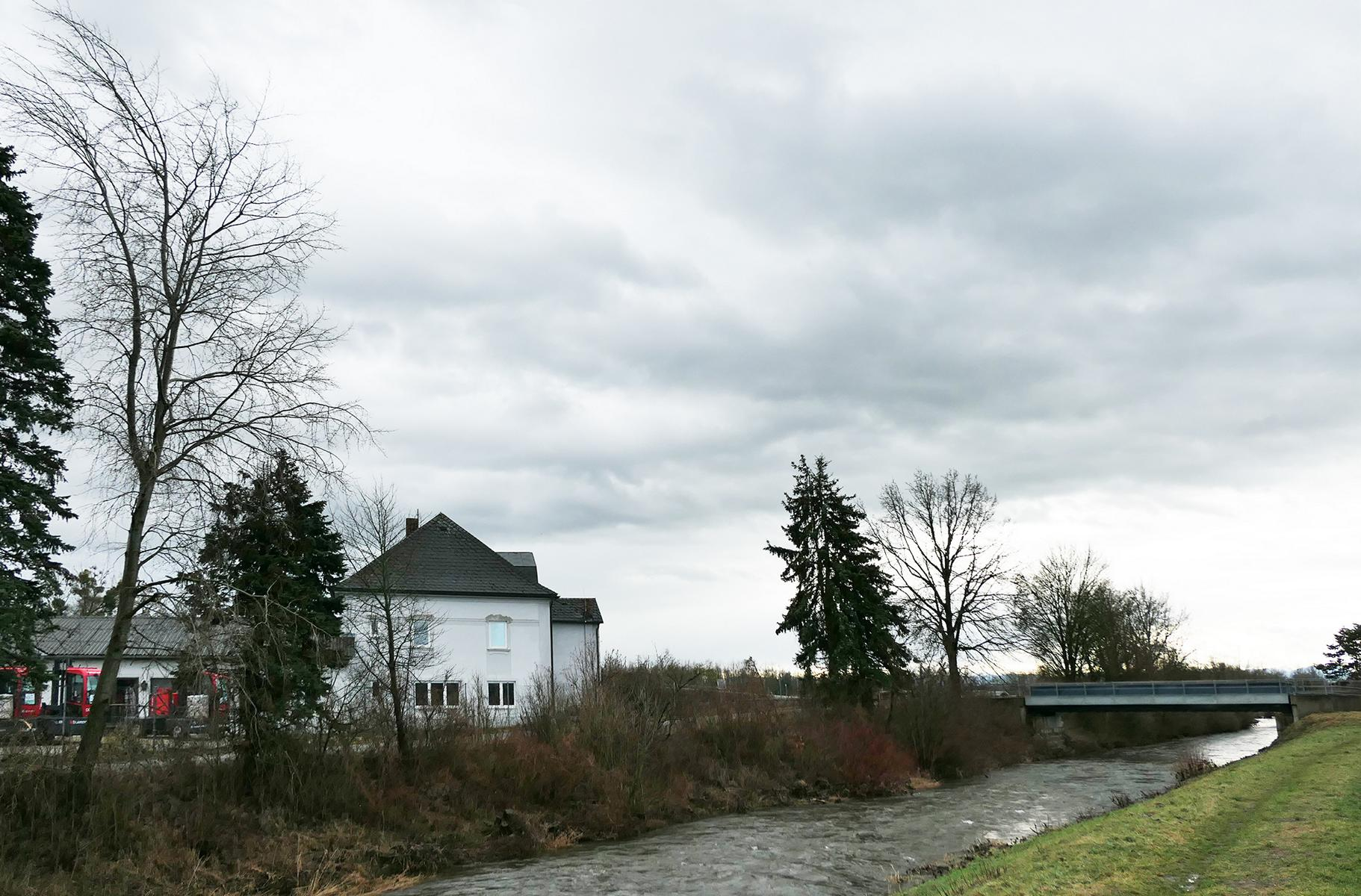
Eisenbahnbrücke. Links ehemalige Schöberl-Villa
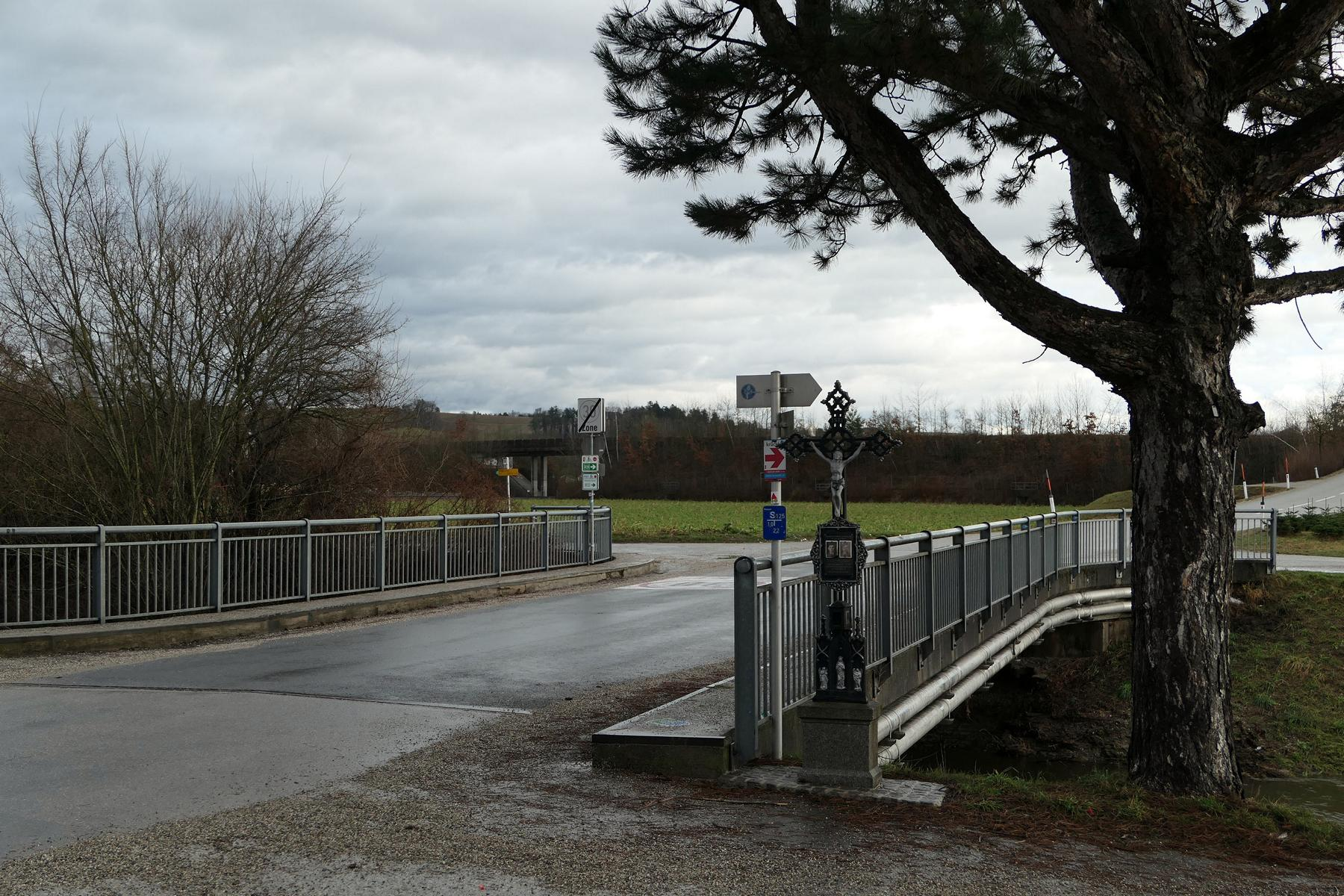
Heubrücke. Gedenkreuz für H. Rohrleitner und W. Bahn
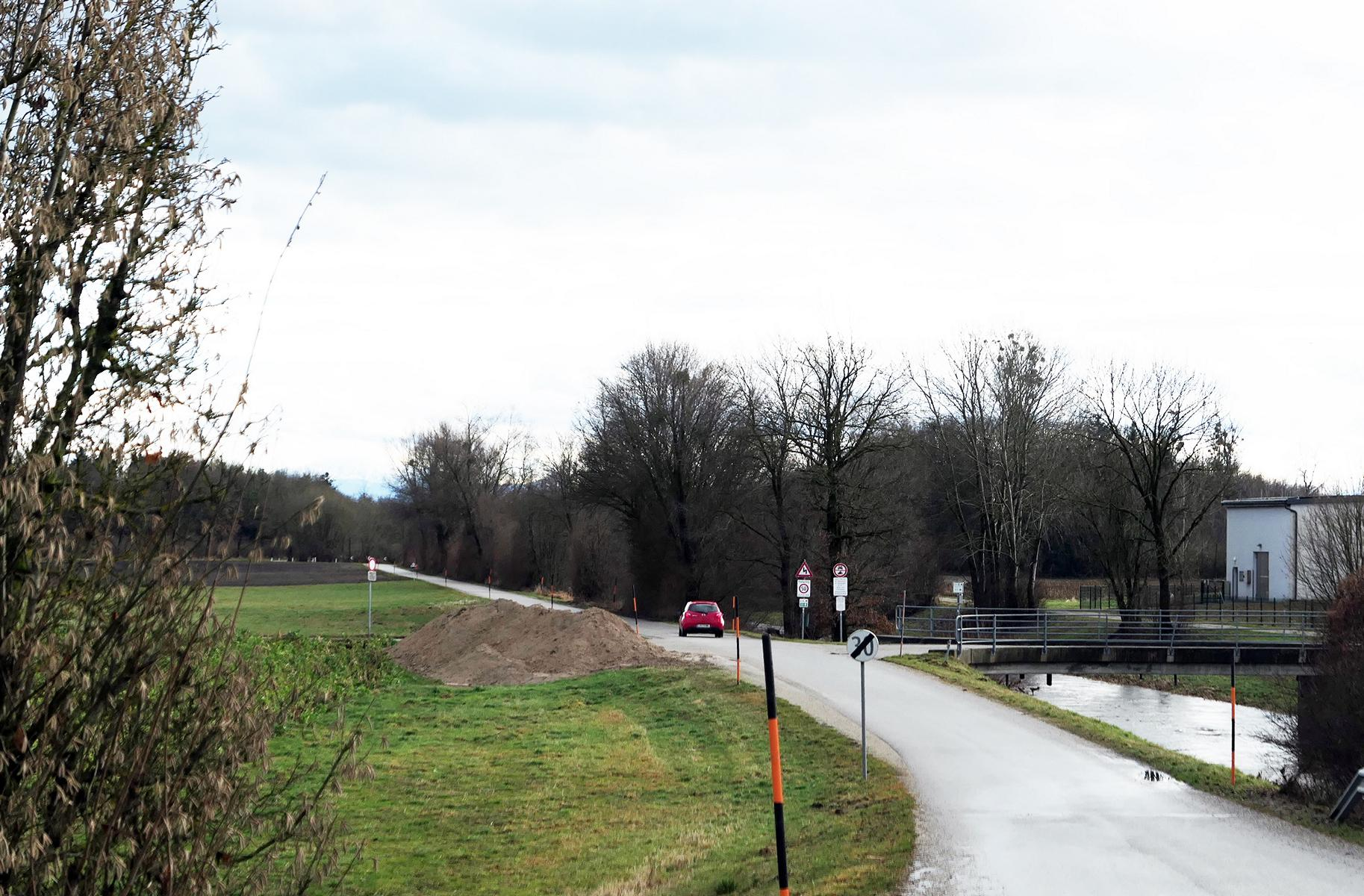
Hauswiesenbrücke. Rechts Kompostieranlage

Die Heubrücke war ursprünglich aus Holz. 1926 wurde sie durch eine Betonbrücke ersetzt. Die Perger und Zeitlinger Landwirte haben früher das Heu über diese Brücke heimgebracht. Anlässlich der Naarnregulierung in den 1960er-Jahren wurde die Brücke über die Naarn neu errichtet.
Durch die Kickenau führen entlang der Naarn Teilstücke des Donausteigs und des Machlandradwegs (R 29). Der Machlandradweg ist zwischen Au an der Donau und Mitterkirchen im Machland eine Alternativroute des Donauradwegs und war während der Bauarbeiten am Machlanddamm zu Beginn der 2010er-Jahre die einzige benutzbare Route in diesem Bereich.

## Betriebe
In der Kickenau und nahe der Naarn befand sich im 19. Jhdt. eine Ölstampf (Stampfmühle, Stampfwerk, mit dazugehöriger Wasserkraftanlage). Besitzer war ein Johann Linninger. 1885 erwarb Johann Schöberl das Areal und richtete dort eine Maschinenfabrik ein. Ab den 1970er-Jahren entwickelte und baute man hier die Jumbo-Gabelstapler. Nachfolgeunternehmen ist die Maschinenfabrik Bulmor-Industries (moderne Adresse Kickenau Nr. 1). Die frühere Schöberlsche Wasserkraftanlage an der Naarn ist spurlos verschwunden. 
Unweit davon befindet sich das Altstoffsammelzentrum Perg (Adresse Kickenau Nr. 7).